# Монтеротондо
Монтеротондо (на италиански: Monterotondo) е град и община в провинция Рим, в регион Лацио в Централна Италия с 39 588 жители (към 31 декември 2010).
Монтеротондо се намира на 28 км северно от Рим и е разположен в долината, източно от река Тибър.
Предишното име на Монтеротондо е древния Еретум, граничен град на сабините между латините и сабините на Виа Салария. През 503 пр.н.е. на територията на града консулите Публий Постумий Туберт и Агрипа Менений Ланат имат победа над етруските. Градът е завлдян през 458 пр.н.е. от Гай Навций Рутил за Рим. През Средновековието градът е изместен на върха Monti Cornicolani и заради формата му е наречен Monte Rotondo (= кръгла планина). От 13 век е собственост на благородническата фамилия Орсини и от 1626 г. на Барберини.